# 橘御笠
橘 御笠（たちばな の みかさ、生没年不詳）は、奈良時代の女官。正四位下中宮大夫橘佐為の娘・県犬養三千代の孫娘で、正一位左大臣橘諸兄の姪。姓は宿禰のち朝臣。官位は命婦・正五位上。名は三笠とも表記される。

## 経歴
淳仁朝の天平宝字8年（764年）正月には、無位から従五位下に昇叙している。この時の姓は宿禰で、女孺と記されている。彼女にはほかの兄弟姉妹とは異なり、広岡朝臣を賜姓されたという記述はない。
その後、事件に連坐し、位階を奪われていたらしく、7年後の宝亀2年（771年）に、再度、無位から従五位下を授けられている。光仁朝では順当に出世し、宝亀3年（772年）には従五位上、同9年（778年）には兄の綿裳とともに朝臣姓を賜与され、同11年（780年）4月には、命婦として正五位上に昇叙している。

## 官歴
『続日本紀』による
- 時期不詳：無位・女孺
- 天平宝字8年（764年）正月7日：従五位下
- 時期不詳：無位
- 宝亀2年（771年）閏3月2日：従五位下
- 宝亀3年（772年）正月10日：従五位上
- 宝亀9年（778年）9月25日：朝臣姓
- 時期不詳：命婦
- 宝亀11年（780年）4月27日：正五位上